# 圣迈克桑站
圣迈克桑站是法国的一个铁路车站，位于法国城市圣迈克桑莱科勒。

## 位置
圣迈克桑站位于圣迈克桑校市区的南部。车站大致呈南北走向，开口朝西。站内有人行天桥，可与车站东侧连接。

## 站名
圣迈克桑站所属的城市叫做圣迈克桑莱科勒，该市原名圣迈克桑，因十九世纪末驻扎于此的童子军校（法語：l'École Militaire d'Infanterie）而更名，但其对应的车站名称并未改变并保留至今。
由于“圣迈克桑”一名在法国地名中较为常见，因此圣迈克桑站有时又加上“德塞夫勒省”（法語：Deux-Sèvres）作为后缀。但事实上，整个SNCF车站系统中叫“圣迈克桑站”的只有这一个车站。

## 停靠线路
以下列车线路在圣迈克桑站停靠：
| 圣迈克桑站列车线路表   |              |                              |                 |              |
| 线路                   | 车种         | 上一站                       | 下一站          | 大致运行频率 |
| 巴黎—拉罗谢尔          | TGV          | 普瓦捷                       | 尼奥尔          | 每天3~6趟    |
| 图尔/沙泰勒罗—拉罗谢尔 | 法国大区列车 | 吕西尼昂                     | 尼奥尔          | 每天1趟      |
| 普瓦捷—拉罗谢尔        | 法国大区列车 | 吕西尼昂/庞普鲁/拉莫特圣莱雷 | 拉克雷什/尼奥尔 | 每天7趟左右  |
| 普瓦捷—尼奥尔          | 法国大区列车 | 吕西尼昂/拉莫特圣莱雷        | 拉克雷什/尼奥尔 | 每天1趟      |
| 1.                     |              |                              |                 |              |

## 配套交通

### 城际客运
圣迈克桑站对应的大巴车上下车地点位于车站前方的空地上。
德塞夫勒省政府下属的城际客运公司（Mobilite 79）提供前往尼奥尔和帕尔特奈的大巴车线路，车次较少，仅周一至五运行。此外，当某条铁路线施工或罢工时，SNCF也会提供途径该线路沿途站点的大巴车。

### 市内交通
圣迈克桑站暂无市区公共交通，由圣迈克桑站步行前往圣迈克桑校市区大约需要15分钟。

## 临近车站
| 圣迈克桑站（Gare de Saint-Maixent） |                      |            |
| 上行车站                            | 线路                 | 下行车站   |
| 拉莫特圣埃莱站                      | 普瓦捷－拉罗谢尔铁路 | 拉克雷什站 |
| - 本表仅显示运营中的线路及车站      |                      |            |